# مارکل براون
مارکل براون (انگلیسی: Markel Brown؛ زادهٔ ۲۹ ژانویهٔ ۱۹۹۲) بازیکن بسکتبال اهل ایالات متحده آمریکا است.

## حرفه
از باشگاه‌هایی که در آن بازی کرده‌است می‌توان به مین رد کلاوز و بروکلین نتس اشاره کرد.